# Mezzo Live
Mezzo Live es un canal de pago francés, que emite en España a través de Movistar+ y emite opera, conciertos de música clásica y jazz, ballet clásico y contemporáneo, también formatos que permiten descubrir o redescubrir artistas clásicos y de jazz.

## Imagen corporativa

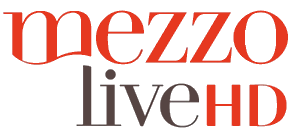
2010-2023
2023-actualidad